# Conversión de coordenadas geográficas

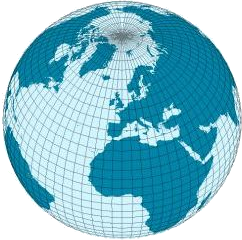
Retículo virtual que representa las coordenadas geográficas de la Tierra: meridianos (líneas de igual longitud) y paralelos (líneas de igual latitud)

En geodesia, la conversión entre diferentes sistemas de coordenadas geográficas se hace necesaria debido a los diferentes sistemas de referencia que se utilizan en distintos lugares del mundo y en distintas épocas. La conversión de coordenadas se compone de varios tipos diferentes de conversión: cambio de formato de coordenadas geográficas, conversión de sistemas de coordenadas o transformación a diferentes sistemas de referencia geodésicos. La conversión de coordenadas geográficas tiene aplicaciones en cartografía, agrimensura, navegación y sistemas de información geográfica.
En geodesia, la conversión de coordenadas geográficas se define como la traducción entre diferentes formatos de coordenadas o proyecciones cartográficas, todos ellos referenciados al mismo datum geodésico. Una transformación de coordenadas geográficas es una traducción entre diferentes datums geodésicos. En este artículo se considerarán tanto la conversión como la transformación de coordenadas geográficas.
Así mismo, se supone que los lectores ya están familiarizados con el contenido de los artículos sobre coordenadas geográficas y sobre sistemas de referencia geodésicos.

## Cambio de unidades y formato
De manera informal, especificar una ubicación geográfica generalmente significa proporcionar la latitud y la longitud de la ubicación. Los valores numéricos de latitud y longitud pueden aparecer en varias unidades o formatos diferentes:
- Grados sexagesimales: grados, minutos y segundos: 40° 26′ 46″ N 79° 58′ 56″ E
- Grados y minutos decimales: 40° 26.767' N 79° 58.933' E
- Grados decimales: +40.446 -79.982

Hay 60 minutos en un grado y 60 segundos en un minuto. Por lo tanto, para convertir de un formato de grados minutos segundos a un formato de grados decimales, se puede utilizar la fórmula
{\displaystyle {\rm {{grados\ decimales}={\rm {{grados}+{\frac {\rm {minutos}}{60}}+{\frac {\rm {segundos}}{3600}}}}}}}.
Para volver a convertir del formato de grados decimales al formato de grados, minutos y segundos
{\displaystyle {\begin{aligned}{\rm {GradosAbs}}&=|{\rm {{grados\ decimales}|}}\\{\rm {EnteroGradosAbs}}&=\lfloor {\rm {{GradosAbs}\rfloor }}\\{\rm {grados}}&=\operatorname {sgn}({\rm {{grados\ decimales})\times {\rm {EnteroGradosAbs}}}}\\{\rm {minutos}}&=\lfloor 60\times ({\rm {{GradosAbs}-{\rm {{EnteroGradosAbs})\rfloor }}}}\\{\rm {segundos}}&=3600\times ({\rm {{GradosAbs}-{\rm {{EnteroGradosAbs})-60\times {\rm {minutos}}}}}}\\\end{aligned}}}
donde {\displaystyle {\rm {GradosAbs}}} y {\displaystyle {\rm {EnteroGradosAbs}}} son solo variables temporales para manejar valores positivos y negativos de manera adecuada.

## Conversión entre sistemas de coordenadas
La conversión entre sistemas de coordenadas es el paso de un sistema de coordenadas a otro, en el que ambos se basan en el mismo datum geodésico. Las tareas de conversión más comunes incluyen la conversión entre coordenadas geodésicas y coordenadas centradas en la Tierra y fijas en la Tierra (coordenadas geocéntricas) y la conversión de un tipo de proyección de mapa a otro.

### De coordenadas geodésicas a coordenadas ECEF

La longitud PQ, llamada radio vertical principal, es. La longitud IQ es igual a.

Las coordenadas geodésicas (latitud {\displaystyle \ \phi }, longitud {\displaystyle \ \lambda }, altura {\displaystyle h}) se pueden convertir en coordenadas geocéntricas utilizando la siguiente ecuación:
{\displaystyle {\begin{aligned}X&=\left(N(\phi )+h\right)\cos {\phi }\cos {\lambda }\\Y&=\left(N(\phi )+h\right)\cos {\phi }\sin {\lambda }\\Z&=\left({\frac {b^{2}}{a^{2}}}N(\phi )+h\right)\sin {\phi }\\&=\left((1-e^{2})N(\phi )+h\right)\sin {\phi }\\&=\left((1-f)^{2}N(\phi )+h\right)\sin {\phi }\end{aligned}}}
donde
{\displaystyle N(\phi )={\frac {a^{2}}{\sqrt {a^{2}\cos ^{2}\phi +b^{2}\sin ^{2}\phi }}}={\frac {a}{\sqrt {1-e^{2}\sin ^{2}\phi }}}={\frac {a}{\sqrt {1-{\frac {e^{2}}{1+\cot ^{2}\phi }}}}},}
y {\displaystyle a} y {\displaystyle b} son el radio ecuatorial (el semieje mayor) y el radio polar (el semieje menor), respectivamente. {\displaystyle e^{2}=1-{\frac {b^{2}}{a^{2}}}} es el cuadrado de la primera excentricidad numérica del elipsoide. {\displaystyle f=1-{\frac {b}{a}}} es el aplanamiento del elipsoide. El radio terrestre {\displaystyle \,N(\phi )} es la distancia desde la superficie hasta el eje Z en la normal del elipsoide.

#### Propiedades
La siguiente condición se cumple para la longitud de la misma manera que en el sistema de coordenadas geocéntricas:
{\displaystyle {\frac {X}{\cos \lambda }}-{\frac {Y}{\sin \lambda }}=0.}
Y lo siguiente se cumple para la latitud:
{\displaystyle {\frac {p}{\cos \phi }}-{\frac {Z}{\sin \phi }}-e^{2}N(\phi )=0,}
donde {\displaystyle p={\sqrt {X^{2}+Y^{2}}}}, así como el parámetro {\displaystyle h} se elimina restando
{\displaystyle {\frac {p}{\cos \phi }}=N+h}
y
{\displaystyle {\frac {Z}{\sin \phi }}={\frac {b^{2}}{a^{2}}}N+h.}
Además, se cumple lo siguiente, derivado de dividir las ecuaciones anteriores:
{\displaystyle {\frac {Z}{p}}\cot \phi =1-{\frac {e^{2}N}{N+h}}.}

#### Ortogonalidad
La ortogonalidad de las coordenadas se confirma mediante diferenciación:
{\displaystyle {\begin{aligned}{\begin{pmatrix}dX\\dY\\dZ\end{pmatrix}}&={\begin{pmatrix}-\sin \lambda &-\sin \phi \cos \lambda &\cos \phi \cos \lambda \\\cos \lambda &-\sin \phi \sin \lambda &\cos \phi \sin \lambda \\0&\cos \phi &\sin \phi \\\end{pmatrix}}{\begin{pmatrix}dE\\dN\\dU\end{pmatrix}},\\[3pt]{\begin{pmatrix}dE\\dN\\dU\end{pmatrix}}&={\begin{pmatrix}\left(N(\phi )+h\right)\cos \phi &0&0\\0&M(\phi )+h&0\\0&0&1\\\end{pmatrix}}{\begin{pmatrix}d\lambda \\d\phi \\dh\end{pmatrix}},\end{aligned}}}
donde
{\displaystyle M(\phi )={\frac {a\left(1-e^{2}\right)}{\left(1-e^{2}\sin ^{2}\phi \right)^{\frac {3}{2}}}}=N(\phi ){\frac {1-e^{2}}{1-e^{2}\sin ^{2}\phi }}}
(véase también arco meridiano sobre el elipsoide).

### De coordenadas geocéntricas (ECEF) a coordenadas geodésicas

#### Conversión para la longitud
La conversión de coordenadas geocéntricas (ECEF; del inglés "Earth-Centered Earth-Fixed"; un sistema que utiliza las coordenadas cartesianas (X, Y, Z) para representar la posición relativa al centro del elipsoide de referencia) a longitud es:
{\displaystyle \lambda =\operatorname {atan2} (Y,X)}
donde atan2 es la función arcotangente que resuelve cuadrantes.
La longitud geocéntrica y la longitud geodésica tienen el mismo valor, lo que es cierto para la Tierra y otros planetas de forma similar porque tienen una gran cantidad de simetría rotacional alrededor de su eje de giro (véase geodésicas sobre un elipsoide para una generalización de esta idea).

#### Método de conversión simplificado para la latitud y la altura
La conversión para la latitud y la altura implica una relación circular que involucra N, que es una función de la latitud:
{\displaystyle {\frac {Z}{p}}\cot \phi =1-{\frac {e^{2}N}{N+h}}},
{\displaystyle h={\frac {p}{\cos \phi }}-N}.
Se puede resolver de forma iterativa, por ejemplo,, comenzando con una primera estimación h≈0 y luego actualizando N (a continuación se muestran métodos más elaborados).
Sin embargo, el procedimiento no es muy preciso debido a que {\displaystyle N} y {\displaystyle h} pueden tener valores separados por una diferencia del orden de 106 unidades.

#### Método de Newton-Raphson
La siguiente ecuación de latitud geodésica irracional de Bowring, deducida simplemente de las propiedades anteriores, se puede resolver de manera eficiente mediante el método de iteración de Newton:
{\displaystyle \kappa -1-{\frac {e^{2}a\kappa }{\sqrt {p^{2}+\left(1-e^{2}\right)Z^{2}\kappa ^{2}}}}=0,}
donde {\displaystyle \kappa ={\frac {p}{Z}}\tan \phi } y {\displaystyle p={\sqrt {X^{2}+Y^{2}}}} como antes. La altura se calcula como:
{\displaystyle {\begin{aligned}h&=e^{-2}\left(\kappa ^{-1}-{\kappa _{0}}^{-1}\right){\sqrt {p^{2}+Z^{2}\kappa ^{2}}},\\\kappa _{0}&\triangleq \left(1-e^{2}\right)^{-1}.\end{aligned}}}
La iteración se puede transformar en el siguiente cálculo:
{\displaystyle \kappa _{i+1}={\frac {c_{i}+\left(1-e^{2}\right)Z^{2}\kappa _{i}^{3}}{c_{i}-p^{2}}}=1+{\frac {p^{2}+\left(1-e^{2}\right)Z^{2}\kappa _{i}^{3}}{c_{i}-p^{2}}},}
donde {\displaystyle c_{i}={\frac {\left(p^{2}+\left(1-e^{2}\right)Z^{2}\kappa _{i}^{2}\right)^{\frac {3}{2}}}{ae^{2}}}.}
La constante {\displaystyle \,\kappa _{0}} es un buen valor inicial para la iteración cuando {\displaystyle h\approx 0}. Bowring demostró que la iteración única produce una solución suficientemente precisa, aunque utilizó funciones trigonométricas adicionales en su formulación original.

#### Solución de Ferrari
La ecuación cuártica de {\displaystyle \kappa }, derivada de la anterior, se puede resolver mediante la solución de Ferrari para obtener:
{\displaystyle {\begin{aligned}\zeta &=\left(1-e^{2}\right){\frac {z^{2}}{a^{2}}},\\[4pt]\rho &={\frac {1}{6}}\left({\frac {p^{2}}{a^{2}}}+\zeta -e^{4}\right),\\[4pt]s&={\frac {e^{4}\zeta p^{2}}{4\rho ^{3}a^{2}}},\\[4pt]t&={\sqrt[{3}]{1+s+{\sqrt {s(s+2)}}}},\\[4pt]u&=\rho \left(t+1+{\frac {1}{t}}\right),\\[4pt]v&={\sqrt {u^{2}+e^{4}\zeta }},\\[4pt]w&=e^{2}{\frac {u+v-\zeta }{2v}},\\[4pt]\kappa &=1+e^{2}{\frac {{\sqrt {u+v+w^{2}}}+w}{u+v}}.\end{aligned}}}

##### Aplicación de la solución de Ferrari
Existen varias técnicas y algoritmos, pero el más preciso, según Zhu, es el siguiente procedimiento establecido por Heikken, citado por Zhu, lo que se superpone con lo anterior. Se asume que los parámetros geodésicos {\displaystyle \{a,\,b,\,e\}} son conocidos
{\displaystyle {\begin{aligned}a&=6378137.0{\text{m. Radio ecuatorial de la Tierra}}\\[3pt]b&=6356752.3142{\text{m. Radio polar de la Tierra}}\\[3pt]e^{2}&={\frac {a^{2}-b^{2}}{a^{2}}}\\[3pt]e'^{2}&={\frac {a^{2}-b^{2}}{b^{2}}}\\[3pt]p&={\sqrt {X^{2}+Y^{2}}}\\[3pt]F&=54b^{2}Z^{2}\\[3pt]G&=p^{2}+\left(1-e^{2}\right)Z^{2}-e^{2}\left(a^{2}-b^{2}\right)\\[3pt]c&={\frac {e^{4}Fp^{2}}{G^{3}}}\\[3pt]s&={\sqrt[{3}]{1+c+{\sqrt {c^{2}+2c}}}}\\[3pt]k&=s+1+{\frac {1}{s}}\\[3pt]P&={\frac {F}{3k^{2}G^{2}}}\\[3pt]Q&={\sqrt {1+2e^{4}P}}\\[3pt]r_{0}&={\frac {-Pe^{2}p}{1+Q}}+{\sqrt {{\frac {1}{2}}a^{2}\left(1+{\frac {1}{Q}}\right)-{\frac {P\left(1-e^{2}\right)Z^{2}}{Q(1+Q)}}-{\frac {1}{2}}Pp^{2}}}\\[3pt]U&={\sqrt {\left(p-e^{2}r_{0}\right)^{2}+Z^{2}}}\\[3pt]V&={\sqrt {\left(p-e^{2}r_{0}\right)^{2}+\left(1-e^{2}\right)Z^{2}}}\\[3pt]z_{0}&={\frac {b^{2}Z}{aV}}\\[3pt]h&=U\left(1-{\frac {b^{2}}{aV}}\right)\\[3pt]\phi &=\arctan \left[{\frac {Z+e'^{2}z_{0}}{p}}\right]\\[3pt]\lambda &=\operatorname {arctan2} [Y,\,X]\end{aligned}}}
Nota: arctan2[Y, X] es la función tangente inversa de cuatro cuadrantes.

#### Serie de potencias
Para e2 pequeñas, la serie de potencias
{\displaystyle \kappa =\sum _{i\geq 0}\alpha _{i}e^{2i}}
comienza con
{\displaystyle {\begin{aligned}\alpha _{0}&=1;\\\alpha _{1}&={\frac {a}{\sqrt {Z^{2}+p^{2}}}};\\\alpha _{2}&={\frac {aZ^{2}{\sqrt {Z^{2}+p^{2}}}+2a^{2}p^{2}}{2\left(Z^{2}+p^{2}\right)^{2}}}.\end{aligned}}}

### Geodésica a/desde coordenadas geográficas ENU
Para convertir de coordenadas geodésicas a coordenadas de plano tangente local (ENU; del inglés "East-North-Up", un sistema este//norte-arriba que utiliza las coordenadas cartesianas (xEste, yNorte, zArriba) para representar la posición relativa a un origen local) es un proceso en dos etapas:
1. Convertir coordenadas geodésicas a coordenadas ECEF
2. Convertir coordenadas ECEF a coordenadas ENU locales

#### De ECEF a ENU
Para transformar de coordenadas ECEF a coordenadas locales se necesita un punto de referencia local. Normalmente, este podría ser la ubicación de un radar. Si un radar está ubicado en {\displaystyle \left\{X_{r},\,Y_{r},\,Z_{r}\right\}} y una aeronave en {\displaystyle \left\{X_{p},\,Y_{p},\,Z_{p}\right\}}, entonces el vector que apunta desde el radar a la aeronave en el sistema de referencia ENU es
{\displaystyle {\begin{bmatrix}x\\y\\z\end{bmatrix}}={\begin{bmatrix}-\sin \lambda _{r}&\cos \lambda _{r}&0\\-\sin \phi _{r}\cos \lambda _{r}&-\sin \phi _{r}\sin \lambda _{r}&\cos \phi _{r}\\\cos \phi _{r}\cos \lambda _{r}&\cos \phi _{r}\sin \lambda _{r}&\sin \phi _{r}\end{bmatrix}}{\begin{bmatrix}X_{p}-X_{r}\\Y_{p}-Y_{r}\\Z_{p}-Z_{r}\end{bmatrix}}}
Nota: {\displaystyle \ \phi } es la latitud geodésica; la latitud geocéntrica no es apropiado para representar la dirección vertical según el plano tangente local, y debe ser convertida si es necesario.

#### De ENU a ECEF
Es simplemente la inversión de la transformación de ECEF a ENU, por lo que
{\displaystyle {\begin{bmatrix}X_{p}\\Y_{p}\\Z_{p}\end{bmatrix}}={\begin{bmatrix}-\sin \lambda _{r}&-\sin \phi _{r}\cos \lambda _{r}&\cos \phi _{r}\cos \lambda _{r}\\\cos \lambda _{r}&-\sin \phi _{r}\sin \lambda _{r}&\cos \phi _{r}\sin \lambda _{r}\\0&\cos \phi _{r}&\sin \phi _{r}\end{bmatrix}}{\begin{bmatrix}x\\y\\z\end{bmatrix}}+{\begin{bmatrix}X_{r}\\Y_{r}\\Z_{r}\end{bmatrix}}}

### Conversión entre proyecciones de mapas
La conversión de coordenadas y posiciones de mapas entre diferentes proyecciones que hacen referencia al mismo datum se puede lograr mediante fórmulas de traducción directa de una proyección a otra, o convirtiendo primero de una proyección {\displaystyle A} a un sistema de coordenadas intermedio, como ECEF, y luego convirtiendo de ECEF a la proyección {\displaystyle B}. Las fórmulas involucradas pueden ser complejas y en algunos casos, como en la conversión de ECEF al sistema geodésico mencionada anteriormente, la conversión no tiene una solución de forma cerrada y se deben utilizar métodos aproximados. Referencias como el DMA Technical Manual 8358.1 y el documento del USGS Map Projections: A Working Manual contienen fórmulas para la conversión de proyecciones de mapas. Es común utilizar programas informáticos para realizar tareas de conversión de coordenadas, como con el programa GEOTRANS compatible con el DoD y la NGA.

## Transformaciones de datum

Las diferentes posibilidades para transformar las coordenadas geográficas del datum al datum

Las transformaciones entre datums se pueden lograr de varias maneras. Hay transformaciones que convierten directamente las coordenadas geodésicas de un datum a otro. Hay transformaciones más indirectas que convierten las coordenadas geodésicas a coordenadas ECEF, transforman las coordenadas ECEF de un datum a otro y luego transforman las coordenadas ECEF del nuevo datum nuevamente a coordenadas geodésicas. También hay transformaciones basadas en cuadrículas que transforman directamente de un par (datum, proyección de mapa) a otro par (datum, proyección de mapa).

### Transformación de Helmert
El uso de la transformación de Helmert en paso de coordenadas geodésicas de un datum {\displaystyle A} a coordenadas geodésicas de un datum {\displaystyle B} se produce en el contexto de un proceso de tres pasos:
1. Convertir de coordenadas geodésicas a coordenadas ECEF para el datum {\displaystyle A}
2. Aplicar la transformación de Helmert, con los parámetros de transformación {\displaystyle A\to B} adecuados, para pasar de coordenadas ECEF de un datum {\displaystyle A} a coordenadas ECEF de un datum {\displaystyle B}
3. Convertir de coordenadas ECEF a coordenadas geodésicas para un datum {\displaystyle B}

En términos de vectores ECEF XYZ, la transformación de Helmert tiene la forma (convención de transformación de vector de posición y simplificación de ángulos de rotación muy pequeños)
{\displaystyle {\begin{bmatrix}X_{B}\\Y_{B}\\Z_{B}\end{bmatrix}}={\begin{bmatrix}c_{x}\\c_{y}\\c_{z}\end{bmatrix}}+\left(1+s\times 10^{-6}\right){\begin{bmatrix}1&-r_{z}&r_{y}\\r_{z}&1&-r_{x}\\-r_{y}&r_{x}&1\end{bmatrix}}{\begin{bmatrix}X_{A}\\Y_{A}\\Z_{A}\end{bmatrix}}.}
La transformada de Helmert es una expresión que utiliza siete parámetros, con tres parámetros de traslación (desplazamiento) {\displaystyle c_{x},\,c_{y},\,c_{z}}, tres parámetros de rotación {\displaystyle r_{x},\,r_{y},\,r_{z}} y un parámetro de escala (dilatación) {\displaystyle s}. Es un método aproximado que tiene precisión suficiente cuando los parámetros de la transformada son pequeños en relación con las magnitudes de los vectores ECEF. En estas condiciones, la transformada se considera reversible.
Se puede utilizar una transformada de Helmert de catorce parámetros, con dependencia temporal lineal para cada parámetro,: 131-133  para capturar la evolución temporal de las coordenadas geográficas debido a procesos geomorfológicos, como la deriva continental y los terremotos. Esto se ha incorporado en software, como la herramienta de posicionamiento horizontal dependiente del tiempo (HTDP) del NGS de EE. UU.

### Transformación de Molodensky-Badekas
Para eliminar el acoplamiento entre las rotaciones y las traslaciones de la transformada de Helmert, se pueden introducir tres parámetros adicionales para dar un nuevo centro de rotación XYZ más cercano a las coordenadas que se están transformando. Este modelo de diez parámetros se denomina transformación de Molodensky-Badekas y no debe confundirse con la transformada de Molodensky más básica.: 133-134 
Al igual que la transformación de Helmert, el uso de la transformación de Molodensky-Badekas es un proceso de tres pasos:
1. Convertir de coordenadas geodésicas a coordenadas ECEF para el datum {\displaystyle A}
2. Aplicar la transformación de Molodensky-Badekas, con los parámetros de transformación {\displaystyle A\to B} adecuados, para transformar de coordenadas ECEF del datum {\displaystyle A} a coordenadas ECEF del datum {\displaystyle B}
3. Convertir de coordenadas ECEF a coordenadas geodésicas para el datum {\displaystyle B}

La transformación tiene la forma
{\displaystyle {\begin{bmatrix}X_{B}\\Y_{B}\\Z_{B}\end{bmatrix}}={\begin{bmatrix}X_{A}\\Y_{A}\\Z_{A}\end{bmatrix}}+{\begin{bmatrix}\Delta X_{A}\\\Delta Y_{A}\\\Delta Z_{A}\end{bmatrix}}+{\begin{bmatrix}1&-r_{z}&r_{y}\\r_{z}&1&-r_{x}\\-r_{y}&r_{x}&1\end{bmatrix}}{\begin{bmatrix}X_{A}-X_{A}^{0}\\Y_{A}-Y_{A}^{0}\\Z_{A}-Z_{A}^{0}\end{bmatrix}}+\Delta S{\begin{bmatrix}X_{A}-X_{A}^{0}\\Y_{A}-Y_{A}^{0}\\Z_{A}-Z_{A}^{0}\end{bmatrix}}.}
donde {\displaystyle \left(X_{A}^{0},\,Y_{A}^{0},\,Z_{A}^{0}\right)} es el origen de las transformaciones de rotación y escala y {\displaystyle \Delta S} es el factor de escala.
La transformación de Molodensky-Badekas se utiliza para pasar de un datum geodésico local a un datum geodésico global, como WGS 84. A diferencia de la transformada de Helmert, la transformada de Molodensky-Badekas no es reversible, debido a que el origen rotacional está asociado con el datum original. : 134 

### Transformación de Molodensky
La transformación de Molodensky convierte directamente entre sistemas de coordenadas geodésicas de diferentes datums sin el paso intermedio de conversión a coordenadas geocéntricas (ECEF). Requiere los tres cambios entre los centros de los datums y las diferencias entre los semiejes mayores del elipsoide de referencia y los parámetros de aplanamiento.
La transformada de Molodensky es utilizada por la Agencia Nacional de Inteligencia Geoespacial (NGA) en su estándar TR8350.2 y el programa GEOTRANS compatible con la NGA. El método de Molodensky era popular antes de la llegada de las computadoras modernas y el método es parte de muchos programas geodésicos.

### Método basado en una cuadrícula

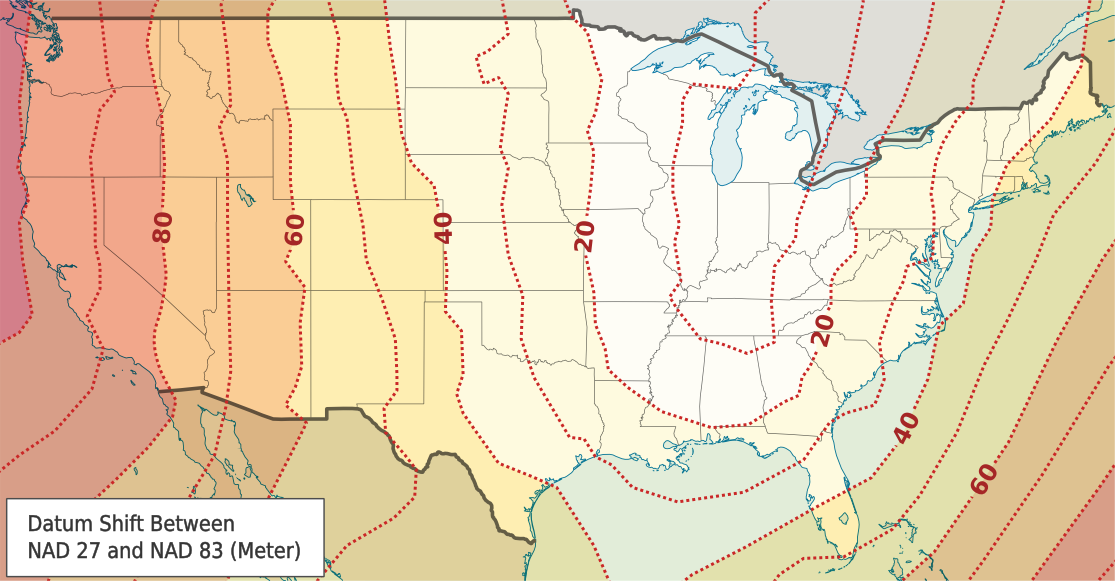
Magnitud del cambio de posición entre los datums NAD27 y NAD83 en función de la ubicación

Las transformaciones basadas en cuadrícula convierten directamente las coordenadas de un par de mapas (mapa-proyección, datum geodésico) en coordenadas de otro par de mapas (mapa-proyección, datum geodésico). Un ejemplo es el método NADCON para la transformación del Datum de América del Norte (NAD) 1927 al datum NAD 1983. La Red de Referencia de Alta Precisión (HARN), una versión de alta precisión de las transformaciones NADCON, tiene una precisión de aproximadamente 5 centímetros. La versión 2 de la Transformación Nacional (NTv2) es una versión canadiense de NADCON para la transformación entre NAD 1927 y NAD 1983. Las HARN también se conocen como NAD 83/91 y Redes de Cuadrícula de Alta Precisión (HPGN). Posteriormente, Australia y Nueva Zelanda adoptaron el formato NTv2 para crear métodos basados en cuadrículas para la transformación entre sus propios datums locales.
Al igual que la transformación de ecuaciones de regresión múltiple, los métodos basados en cuadrículas utilizan un método de interpolación de orden bajo para convertir las coordenadas del mapa, pero en dos dimensiones en lugar de tres. La Oficina Nacional de Administración Oceánica y Atmosférica proporciona una herramienta de software (como parte del paquete de herramientas geodésicas NGS) para realizar transformaciones NADCON.

### Ecuaciones de regresión múltiple
Las transformaciones de datum mediante el uso de métodos empíricos de regresión múltiple se crearon para lograr resultados de mayor precisión en pequeñas regiones geográficas que las transformaciones estándar de Molodensky. Las transformaciones MRE se utilizan con datums locales en regiones del tamaño de un continente o más pequeñas en datums globales, como WGS 84. La norma NIMA TM 8350.2, Apéndice D, enumera las transformaciones MRE de varios datums locales a WGS 84, con precisiones de aproximadamente 2 metros.
Las MRE son una transformación directa de coordenadas geodésicas sin un paso intermedio de ECEF. Las coordenadas geodésicas {\displaystyle \phi _{B},\,\lambda _{B},\,h_{B}} en el nuevo datum {\displaystyle B} se modelan como polinomios de hasta el noveno grado en las coordenadas geodésicas {\displaystyle \phi _{A},\,\lambda _{A},\,h_{A}} del datum original {\displaystyle A}. Por ejemplo, el cambio en {\displaystyle \phi _{B}} podría parametrizarse como (mostrando solo hasta los términos cuadráticos): 9 
{\displaystyle \Delta \phi =a_{0}+a_{1}U+a_{2}V+a_{3}U^{2}+a_{4}UV+a_{5}V^{2}+\cdots }
donde
{\displaystyle a_{i},} parámetros ajustados por regresión múltiple
{\displaystyle {\begin{aligned}U&=K(\phi _{A}-\phi _{m})\\V&=K(\lambda _{A}-\lambda _{m})\\\end{aligned}}}
{\displaystyle K,} factor de escala
{\displaystyle \phi _{m},\,\lambda _{m},} origen del dato, {\displaystyle A.}
con ecuaciones similares para {\displaystyle \Delta \lambda } y {\displaystyle \Delta h}. Dado un número suficiente de pares de coordenadas {\displaystyle (A,\,B)} para puntos de referencia en ambos datums para obtener buenas estadísticas, se utilizan métodos de regresión múltiple para ajustar los parámetros de estos polinomios. Los polinomios, junto con los coeficientes ajustados, forman las ecuaciones de regresión múltiple.